# Fulda (Minnesota)
Fulda és una població dels Estats Units a l'estat de Minnesota. Segons el cens del 2000 tenia 1.283 habitants.

## Demografia
Segons el cens del 2000, Fulda tenia 1.283 habitants, 528 habitatges, i 328 famílies. La densitat de població era de 510,7 habitants per km².
Dels 528 habitatges en un 26,5% hi vivien nens de menys de 18 anys, en un 54,5% hi vivien parelles casades, en un 4,5% dones solteres, i en un 37,7% no eren unitats familiars. En el 35% dels habitatges hi vivien persones soles el 24,4% de les quals corresponia a persones de 65 anys o més que vivien soles. El nombre mitjà de persones vivint en cada habitatge era de 2,28 i el nombre mitjà de persones que vivien en cada família era de 2,94.
Per edats la població es repartia de la següent manera: un 24% tenia menys de 18 anys, un 4,8% entre 18 i 24, un 23,4% entre 25 i 44, un 18,2% de 45 a 60 i un 29,6% 65 anys o més.
L'edat mediana era de 44 anys. Per cada 100 dones de 18 o més anys hi havia 80,2 homes.
La renda mediana per habitatge era de 30.000 $ i la renda mediana per família de 37.500 $. Els homes tenien una renda mediana de 26.469 $ mentre que les dones 18.750 $. La renda per capita de la població era de 15.184 $. Entorn del 4,1% de les famílies i el 6,1% de la població estaven per davall del llindar de pobresa.

## Poblacions més properes
El següent diagrama mostra les poblacions més properes.